# Zlatý Potok (Malá Morava)

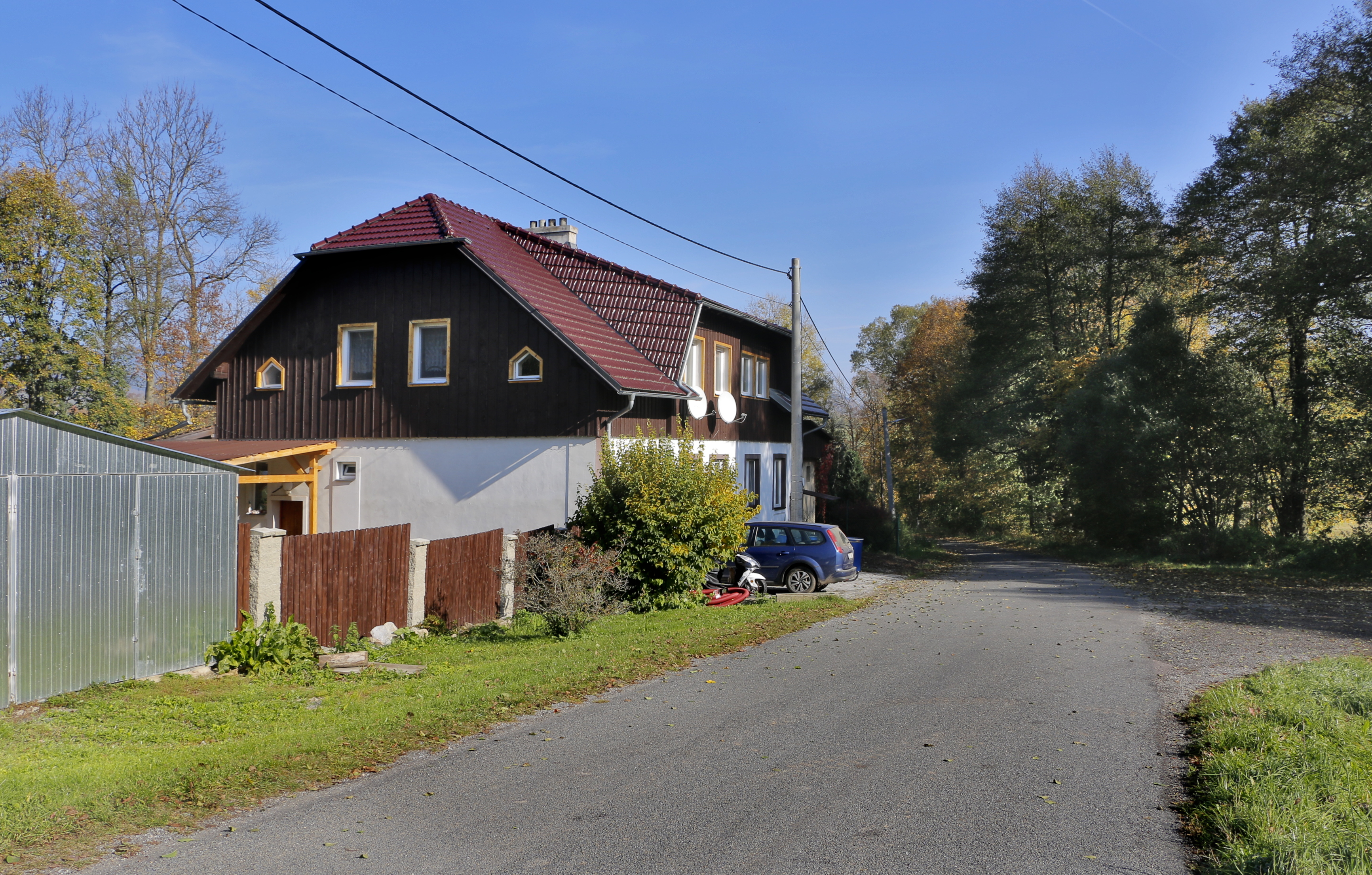
Zlatý Potok (2022)

Zlatý Potok (deutsch Goldenfluß) ist ein Ortsteil der Gemeinde Malá Morava in Tschechien. Er liegt fünf Kilometer östlich von Králíky und gehört zum Okres Šumperk.

## Geographie
Zlatý Potok befindet sich am rechten Ufer der March an der Einmündung des Baches Zlatý potok zwischen dem Glatzer Schneegebirge und dem Hannsdorfer Bergland. Das mährische Dorf liegt an der historischen Grenze zu Böhmen, die durch den Lauf des Zlatý potok und der March gebildet wurde. Das unmittelbar angrenzende Horní Hedeč war bereits böhmisch. Südlich erheben sich der Jeřáb (Ebereschberg, 1003 m) und der Kamenec (Steinberg, 949 m), im Südwesten der Val (Schanzenberg, 788 m), Lískovec (Haselberg, 775 m) und Maríánský kopec (Muttergottesberg, 769 m) und im Westen die Vyhlídka (Brücknerhübel, 738 m).
Nachbarorte sind Malá Morava im Norden, Vojtíškov im Nordosten, Vysoký Potok im Osten, Horní Orlice und Dolní Hedeč im Südwesten, Horní Hedeč im Westen sowie Červený Potok und Dolní Morava im Nordwesten.

## Geschichte
Die erste schriftliche Erwähnung des zur Herrschaft Eisenberg gehörigen Dorfes erfolgte im Jahre 1550 als Neu Waltersdorf. Später erhielt der Ort von dem goldführenden Bach, an dem er lag und in dem geseift wurde, den Namen Goldenfluß. Im Jahre 1675 bestand die Ansiedlung aus elf Bauern und drei Gärtnern. Zwei Jahre später wurden die Felder des Dorfes durch Rodung um 17 Scheffel erweitert. 69 Scheffel Felder besaß zu dieser Zeit der Erbrichter Adam Olbricht. 1793 lebten in den 23 Häusern von Gildenflus 241 Menschen. 1839 waren es ebenso viele Häuser mit 218 Einwohnern.
Nach der Aufhebung der Patrimonialherrschaften bildete Goldenfluß ab 1850 eine politische Gemeinde im Bezirk Mährisch Schönberg und gehörte zum Gerichtsbezirk Altstadt. Im Jahre 1921 lebten in den 30 Häusern des Dorfes 126 Deutsche, ein Tscheche und ein Ausländer. 1930 bestand Goldenfluß aus 26 Häusern und zählte 153 Einwohner, davon 147 Deutsche. Gepfarrt war der Ort nach Grumberg. Das Dorf war Sitz des Staatsforstreviers Bergweiser.
Infolge des Münchner Abkommens wurde die Gemeinde 1938 dem Deutschen Reich zugeschlagen und gehörte zunächst zum Landkreis Mährisch Schönberg. 1939 hatte Goldenfluß 144 Einwohner. Im Zuge einer Neugliederung der sudetendeutschen Landkreise wurde das mährische Dorf am 1. Mai 1939 dem böhmischen Landkreis Grulich zugeordnet, bei dem es bis 1945 verblieb. Nach dem Zweiten Weltkrieg erfolgte die Vertreibung der deutschen Bewohner.
1948 wurde das Dorf nach Vysoký Potok eingemeindet und kam zugleich zum Okres Šumperk zurück. Seit 1961 gehört Zlatý Potok zu Malá Morava. 1991 hatte der Ort 7 Einwohner. Im Jahre 2001 bestand das Dorf aus 4 Wohnhäusern, in denen 12 Menschen lebten.